# عروة بن محمد بن عطية السعدي
عروة بن محمد بن عطية السعدي الخشني، هو والي اليمن في عهد سليمان بن عبد الملك وعمر بن عبد العزيز ويزيد بن عبد الملك.

## سيرته
هو عروة بن محمد بن عطية السعدي من بني سعد بن بكر بن بن هوازن، لجده عطية السعدي صحبة، استعمله سليمان بن عبد الملك على اليمن حتى مات ثم أقره عمر بن عبد العزيز عليها حتى مات، ثم أقره يزيد بن عبد الملك حتى مات، ثم استبدله هشام بن عبد الملك بيوسف بن عمر الثقفي، قيل أن عزله كان سنة 103 هـ. وكانت مدة ولايته عشرين سنة، وخرج من اليمن وما معه إلا سيفه ورمحه ومصحفه. أنجب عروة: محمد بن عروة، وهو أحد رواة الحديث النبوي، والوليد بن عروة وهو والي المدينة المنورة بين 131 - 132 هـ، ويوسف بن عروة وخلف أخيه على المدينة المنورة سنة 132 هـ، وهو آخر والٍ أموي للمدينة المنورة.
قال حنظلة بن أبي سفيان الجمحي، عن عروة بن محمد: «لما استعملت على اليمن قال لي أبي: أوليت اليمن؟ قلت: نعم. قال: إذا غضبت فانظر إلى السماء فوقك وإلى الأرض أسفل منك ثم أعظم خالقهما.».

## روايته للحديث
- روى عن: أبيه، عن جده، وله صحبة.[2]
- روى عنه: إبراهيم بن يزيد النصري الدمشقي، وأمية بن شبل الصنعاني، وحنظلة بن أبي سفيان الجمحي، ورجاء بن أبي سلمة الفلسطيني، والزبير والد النعمان بن الزبير الصنعاني، وسماك بن الفضل، وعاصم بن عبد الله بن نعيم القيني، وأبوه عبد الله بن نعيم القيني، وعبد الرحمن بن يزيد بن جابر، وعمرو بن عون الصنعاني، ومحمد بن خراشة، وأبو وائل القاص الصنعاني.[2]
- منزلته عند أهل الحديث: ذكره ابن حبان في كتاب الثقات، روى له أبو داود حديثًا واحدًا.[2]